# Marathon masculin aux Jeux olympiques d'été de 1996
Navigation
Barcelone 1992 Sydney 2000
L'épreuve du marathon masculin aux Jeux olympiques de 1996 s'est déroulée le 4 août 1996 dans les rues d'Atlanta, aux États-Unis, avec un départ et une arrivée au Centennial Olympic Stadium. Elle est remportée par le Sud-africain Josia Thugwane dans le temps de 2 h 12 min 36 s.

## Résultats

### Finale
| Rang               | Athlètes                | Pays                            | Temps           | Notes |
| ------------------ | ----------------------- | ------------------------------- | --------------- | ----- |
| Médaille d'or      | Josia Thugwane          | Afrique du Sud                  | 2 h 12 min 36 s |       |
| Médaille d'argent  | Lee Bong-Ju             | Corée du Sud                    | 2 h 12 min 39 s |       |
| Médaille de bronze | Erick Wainaina          | Kenya                           | 2 h 12 min 44 s |       |
| 4                  | Martín Fiz              | Espagne                         | 2 h 13 min 20 s |       |
| 5                  | Richard Nerurkar        | Royaume-Uni                     | 2 h 13 min 39 s |       |
| 6                  | Germán Silva            | Mexique                         | 2 h 14 min 29 s |       |
| 7                  | Steve Moneghetti        | Australie                       | 2 h 14 min 35 s |       |
| 8                  | Benjamin Paredes        | Mexique                         | 2 h 14 min 55 s |       |
| 9                  | Danilo Goffi            | Italie                          | 2 h 15 min 08 s |       |
| 10                 | Luiz Antonio dos Santos | Brésil                          | 2 h 15 min 55 s |       |
| 11                 | Carlos Grisales         | Colombie                        | 2 h 15 min 56 s |       |
| 12                 | Kim Yi-Yong             | Corée du Sud                    | 2 h 16 min 17 s |       |
| 13                 | Tendai Chimusasa        | Zimbabwe                        | 2 h 16 min 31 s |       |
| 14                 | António Pinto           | Portugal                        | 2 h 16 min 41 s |       |
| 15                 | Dionicio Cerón          | Mexique                         | 2 h 16 min 48 s |       |
| 16                 | Mwenze Kalombo          | Zaïre                           | 2 h 17 min 01 s |       |
| 17                 | Leszek Bebło            | Pologne                         | 2 h 17 min 04 s |       |
| 18                 | Alberto Juzdado         | Espagne                         | 2 h 17 min 24 s |       |
| 19                 | Hiromi Taniguchi        | Japon                           | 2 h 17 min 26 s |       |
| 20                 | Salvatore Bettiol       | Italie                          | 2 h 17 min 27 s |       |
| 21                 | Peter Fonseca           | Canada                          | 2 h 17 min 28 s |       |
| 22                 | Rolando Vera            | Équateur                        | 2 h 17 min 40 s |       |
| 23                 | Roderic De Highden      | Australie                       | 2 h 17 min 42 s |       |
| 24                 | José Luis Molina        | Costa Rica                      | 2 h 17 min 49 s |       |
| 25                 | Domingos Castro         | Portugal                        | 2 h 18 min 03 s |       |
| 26                 | Tahar Mansouri          | Tunisie                         | 2 h 18 min 06 s |       |
| 27                 | Lawrence Peu            | Afrique du Sud                  | 2 h 18 min 09 s |       |
| 28                 | Keith Brantly           | États-Unis                      | 2 h 18 min 17 s |       |
| 29                 | Thabiso Relekhetla      | Lesotho                         | 2 h 18 min 26 s |       |
| 30                 | Hristo Stefanov         | Bulgarie                        | 2 h 18 min 29 s |       |
| 31                 | Bob Kempainen           | États-Unis                      | 2 h 18 min 38 s |       |
| 32                 | Harri Hänninen          | Finlande                        | 2 h 18 min 41 s |       |
| 33                 | Gert Thys               | Afrique du Sud                  | 2 h 18 min 55 s |       |
| 34                 | Sean Quilty             | Australie                       | 2 h 19 min 35 s |       |
| 35                 | Carey Nelson            | Canada                          | 2 h 19 min 39 s |       |
| 36                 | Spyros Andriopoulos     | Grèce                           | 2 h 19 min 41 s |       |
| 37                 | Oleg Strizhakov         | Russie                          | 2 h 19 min 51 s |       |
| 38                 | Kim Jung-Won            | Corée du Nord                   | 2 h 19 min 54 s |       |
| 39                 | Bruce Deacon            | Canada                          | 2 h 19 min 56 s |       |
| 40                 | Kim Jong-Su             | Corée du Nord                   | 2 h 20 min 19 s |       |
| 41                 | Mark Coogan             | États-Unis                      | 2 h 20 min 27 s |       |
| 42                 | Hussein Ahmed Salah     | Djibouti                        | 2 h 20 min 33 s |       |
| 43                 | Pyotro Sarafinyuk       | Ukraine                         | 2 h 20 min 37 s |       |
| 44                 | Abdelkader El Mouaziz   | Maroc                           | 2 h 20 min 39 s |       |
| 45                 | Bert van Vlaanderen     | Pays-Bas                        | 2 h 20 min 48 s |       |
| 46                 | Manuel Matias           | Portugal                        | 2 h 20 min 58 s |       |
| 47                 | Vanderlei de Lima       | Brésil                          | 2 h 21 min 01 s |       |
| 48                 | Konrad Dobler           | Allemagne                       | 2 h 21 min 12 s |       |
| 49                 | Borislav Dević          | Yougoslavie                     | 2 h 21 min 22 s |       |
| 50                 | Davide Milesi           | Italie                          | 2 h 21 min 45 s |       |
| 51                 | Aleksandrs Prokopčuks   | Lettonie                        | 2 h 21 min 50 s |       |
| 52                 | Lameck Aguta            | Kenya                           | 2 h 22 min 04 s |       |
| 53                 | Diego García            | Espagne                         | 2 h 22 min 11 s |       |
| 54                 | Masaki Oya              | Japon                           | 2 h 22 min 13 s |       |
| 55                 | Peter Whitehead         | Royaume-Uni                     | 2 h 22 min 37 s |       |
| 56                 | Ezequiel Bitok          | Kenya                           | 2 h 23 min 03 s |       |
| 57                 | Hsu Gi-Sheng            | Taipei chinois                  | 2 h 23 min 04 s |       |
| 58                 | Pavel Loskutov          | Estonie                         | 2 h 23 min 14 s |       |
| 59                 | Rubén Maza              | Venezuela                       | 2 h 23 min 24 s |       |
| 60                 | Steve Brace             | Royaume-Uni                     | 2 h 22 min 28 s |       |
| 61                 | Grzegorz Gajdus         | Pologne                         | 2 h 23 min 41 s |       |
| 62                 | Isaac Simelane          | Swaziland                       | 2 h 23 min 43 s |       |
| 63                 | Nazerdin Akylbekov      | Kirghizistan                    | 2 h 23 min 59 s |       |
| 64                 | Anders Szalkai          | Suède                           | 2 h 24 min 27 s |       |
| 65                 | John Mwathiwa           | Malawi                          | 2 h 24 min 45 s |       |
| 66                 | Leonid Shvetsov         | Russie                          | 2 h 24 min 49 s |       |
| 67                 | Eddy Hellebuyck         | Belgique                        | 2 h 25 min 04 s |       |
| 68                 | Ahmed Adam              | Soudan                          | 2 h 25 min 12 s |       |
| 69                 | Ikaji Salum             | Tanzanie                        | 2 h 25 min 29 s |       |
| 70                 | Pavelas Fedorenka       | Lituanie                        | 2 h 25 min 41 s |       |
| 71                 | Miguel Mallqui          | Pérou                           | 2 h 25 min 56 s |       |
| 72                 | Ethel Hudson            | Indonésie                       | 2 h 26 min 02 s |       |
| 73                 | Diamantino dos Santos   | Brésil                          | 2 h 26 min 53 s |       |
| 74                 | Tika Bahadur Bogate     | Népal                           | 2 h 27 min 04 s |       |
| 75                 | Ronnie Holassie         | Trinité-et-Tobago               | 2 h 27 min 20 s |       |
| 76                 | Joseph Tjitunga         | Namibie                         | 2 h 27 min 52 s |       |
| 77                 | Valeriu Vlas            | Moldavie                        | 2 h 28 min 36 s |       |
| 78                 | Tonado Daniel Sibandze  | Swaziland                       | 2 h 28 min 49 s |       |
| 79                 | Waldemar Cotelo         | Uruguay                         | 2 h 28 min 50 s |       |
| 80                 | Petko Stefanov          | Bulgarie                        | 2 h 29 min 06 s |       |
| 81                 | Abebe Mekonnen          | Éthiopie                        | 2 h 29 min 45 s |       |
| 82                 | Luis Martínez           | Guatemala                       | 2 h 29 min 55 s |       |
| 83                 | Sean Wade               | Nouvelle-Zélande                | 2 h 30 min 35 s |       |
| 84                 | Abderrahim ben Redouane | Maroc                           | 2 h 30 min 49 s |       |
| 85                 | Abdou Monzo             | Niger                           | 2 h 30 min 57 s |       |
| 86                 | Marcelo Barrientos      | Chili                           | 2 h 31 min 05 s |       |
| 87                 | Antoni Bernardo         | Andorre                         | 2 h 31 min 28 s |       |
| 88                 | Adel Adili              | Libye                           | 2 h 32 min 12 s |       |
| 89                 | Carlos Tarazona         | Venezuela                       | 2 h 32 min 35 s |       |
| 90                 | Tharcisse Gashaka       | Burundi                         | 2 h 32 min 55 s |       |
| 91                 | Policarpio Calizaya     | Bolivie                         | 2 h 33 min 08 s |       |
| 92                 | Simon Qamunga           | Tanzanie                        | 2 h 33 min 11 s |       |
| 93                 | Kenjiro Jitsui          | Japon                           | 2 h 33 min 27 s |       |
| 94                 | António Zeferino        | Cap-Vert                        | 2 h 34 min 13 s |       |
| 95                 | Pamenos Ballantyne      | Saint-Vincent-et-les-Grenadines | 2 h 34 min 16 s |       |
| 96                 | Kaleka Mutoke           | Zaïre                           | 2 h 34 min 40 s |       |
| 97                 | Ernest Ndjissipou       | République centrafricaine       | 2 h 35 min 55 s |       |
| 98                 | Ali El Tounsi           | Maroc                           | 2 h 36 min 01 s |       |
| 99                 | William Aguirre         | Nicaragua                       | 2 h 37 min 02 s |       |
| 100                | Roy Vence               | Philippines                     | 2 h 37 min 10 s |       |
| 101                | Mohamed Al-Saadi        | Yémen                           | 2 h 40 min 41 s | NR    |
| 102                | Julio Hernández         | Colombie                        | 2 h 41 min 56 s |       |
| 103                | Ajay Chuttoo            | Maurice                         | 2 h 42 min 07 s |       |
| 104                | Nils Antonio            | Jamaïque                        | 2 h 44 min 10 s |       |
| 105                | Rithya To               | Cambodge                        | 2 h 47 min 10 s |       |
| 106                | Maximo Oliveras         | Porto Rico                      | 2 h 47 min 15 s |       |
| 107                | Islam Djugum            | Bosnie-Herzégovine              | 2 h 47 min 38 s |       |
| 108                | Marlon Selwyn Williams  | Îles Vierges des États-Unis     | 2 h 48 min 26 s |       |
| 109                | Eugene Muslar           | Belize                          | 2 h 51 min 41 s |       |
| 110                | Abdi Isak               | Somalie                         | 2 h 59 min 55 s |       |
| 111                | Abdul Baser Wasiqi      | Afghanistan                     | 4 h 24 min 17 s |       |
| —                  | Belayneh Dinsamo        | Éthiopie                        | DNF             |       |
| —                  | Stephan Freigang        | Allemagne                       | DNF             |       |
| —                  | Patrick Ishyaka         | Rwanda                          | DNF             |       |
| —                  | Benjamin Keleketu       | Botswana                        | DNF             |       |
| —                  | Kim Wan-Ki              | Corée du Sud                    | DNF             |       |
| —                  | Česlovas Kundrotas      | Lituanie                        | DNF             |       |
| —                  | Omar Moussa             | Djibouti                        | DNF             |       |
| —                  | Victor Razafindrakoto   | Madagascar                      | DNF             |       |
| —                  | Antonio Silio           | Argentine                       | DNF             |       |
| —                  | Julius Sumawe           | Tanzanie                        | DNF             |       |
| —                  | Tumo Turbo              | Éthiopie                        | DNF             |       |
| —                  | Risto Ulmala            | Finlande                        | DNF             |       |
| —                  | Dainius Virbickas       | Lituanie                        | DNF             |       |

## Légende
Records et Performances
- AR : Record continental (area record)
- CR : Record des championnats (championship record)
- MR : Record du meeting (meet record)
- NR : Record national (national record)
- OR : Record olympique (olympic record)
- PR : Record paralympique (paralympic record)
- PB : Record personnel (personal best)
- SB : Meilleure performance personnelle de la saison (season's best)
- WL : Meilleure performance mondiale de l'année (world leader)
- WJR : Record du monde junior (world junior record)
- WR : Record du monde (world record)

Circonstances et Conditions
- DNF : N'a pas terminé (did not finish)
- DNS : N'a pas pris le départ (did not start)
- DQ : Disqualification (disqualification)
- NM : Aucun essai valable enregistré (No Mark)
- Q : Qualifié « directement » au prochain tour (ou à la prochaine compétition), lors d'une compétition majeure, grâce au classement ou à la réalisation des minima (automatic qualifier)
- q : Qualifié au prochain tour (ou à la prochaine compétition), lors d'une compétition majeure, grâce au repêchage ou à la réalisation de l'une des meilleures performances parmi celles des « non qualifiés directement » (grâce au meilleur temps ou à la meilleure distance par exemple) (secondary qualifier)